# Свети Евстатий (Милопотам)
„Свети Евстатий“ (на гръцки: Αγίου Ευσταθίου)) е православна църква в Милопотам, катисма на Велика Лавра, Гърция.

## История
Според запазените стенописи в пронаоса на храма, той е изграден в XVI - XVII век. Те включват изображение на Благовещение Богородично, Свети Атанасий Атонски, Свети Евстатий, Агапий и Теопист и Свети Михаил Синадски. В края на XIX - началото на XX век църквата е изцяло обновена, разкрасена и превърната в истински шедьовър от оттеглилия се в Милопотам бивш патриарх Йоаким III Константинополски.